# Galea (geslacht)
Galea is een geslacht van zoogdieren uit de familie van de cavia-achtigen (Caviidae). De wetenschappelijke naam van het geslacht werd in 1833 gepubliceerd door Franz Meyen.

## Soorten
Er worden 5 soorten in dit geslacht geplaatst:
- Galea comes Thomas, 1919
- Galea flavidens (Brandt, 1835)
- Galea leucoblephara (Burmeister, 1861)
- Galea musteloides Meyen, 1833 – Wezelcavia
- Galea spixii (Wagler, 1831)